# Nerv spinal

Formarea nervului spinal

Un nerv spinal (latină: nervus spinalis) este un nerv mixt care transmite informații senzoriale, motorii și semnale autonome între măduva spinării și organism. La om, există 31 de perechi de nervi spinali. Au o dispoziție metamerică, fiind situați de o parte și de alta a măduvei spinării și distribuindu-se teritoriilor somatice succesive corespunzătoare metameric. Se împart în opt perechi cervicale, 12 perechi toracale, cinci perechi lombare, cinci perechi sacrale și o pereche coccigiană.

## Structură

Schemă care prezintă structura unui nerv spinal tipic
1. Eferență somatică
2. Aferență somatică
3, 4, 5. Eferență simpatică
6, 7. Aferență simpatică

Fiecare nerv spinal are două rădăcini, una anterioară sau ventrală și alta posterioară sau dorsală. Pe traiectul rădăcinii posterioare a nervului spinal se află ganglionul spinal, în interiorul căruia se găsesc neuroni pseudounipolari. Rădăcina anterioară este motorie și este formată din trei tipuri de fibre eferente:
- fibre mielinice groase (8–14 µm) care reprezintă axonii motoneuronilor α;
- fibre mielinice mijlocii (3–8 µm) care sunt axonii motoneuronilor γ;
- fibre mielinice subțiri (sub 3 µm) reprezentate de fibrele vegetative preganglionare cu origine în coarnele intermediare.

Rădăcina posterioară este senzitivă, prezintă pe traiectul ei ganglionul spinal și este formată din fibre aferente mielinice și amielinice după cum urmează:
- fibre mielinice groase (12–20 µm), rapide, pentru sensibilitatea proprioceptivă inconștientă;
- fibre mielinice mijlocii (5–12 µm), mai puțin rapide, pentru sensibilitatea proprioceptivă și tactilă;
- fibre mielinice subțiri (2–5 µm), cu conducere lentă, pentru sensibilitatea dureroasă somatică și sensibilitatea termică;
- fibre amielinice pentru sensibilitatea dureroasă viscerală.

Rădăcina anterioară se unește cu cea posterioară în interiorul canalului vertebral, formând trunchiul comun al nervului spinal. Unirea rădăcinilor se face înaintea intrării nervului în canalul intervertebral sau în orificiul de conjugare. În drumul lor către orificiile de conjugare, trunchiurile comune ale nervilor spinali au o direcție oblică în jos din ce în ce mai accentuată, în așa fel încât în regiunea inferioară a măduvei ele sunt aproape verticale, alcătuind coada de cal (latină: cauda equina). La nivelul trunchiului comun, toți nervii spinali sunt micști. Imediat după ieșirea lui din foramenul de conjugare se desprinde o ramură recurentă (ramura cerebrovertebrală Luschka) care repătrunde în canal. Trunchiul se desface apoi în două ramuri terminale, de asemenea mixte – ramura anterioară și posterioară; emite și ramuri comunicante și meningeale.
Ramurile posterioare (dorsale) își păstrează dispoziția segmentară și se distribuie mușchilor posteriori ai capului și gâtului și mușchilor autohtoni ai șanțurilor vertebrale din regiunile toracală, lombară și sacrală. Asigură sensibilitatea regiunii dorsale a trunchiului pe un câmp median de la vertex la coccige. Aceste ramuri nu se anastomozează pentru a forma plexuri, cu excepția nervului suboccipital și a unor ramuri ale lui C2 și C3 ce realizează plexul cervical posterior (Cruveilhier). Ramurile anterioare (ventrale) sunt mai groase decât cele posterioare și inervează pielea și mușchii pereților laterali și anteriori ai trunchiului, membrele superioare și membrele inferioare. Ramurile anterioare ale nervilor spinali din regiunea toracală nu se anastomozează, ci rămân izolate, formând cele 12 perechi de nervi intercostali care păstrează dispoziția segmentară. Acești nervi inervează pielea regiunii anterioare și laterale de la nivelul toracelui și abdomenului, mușchii intercostali și mușchii anterolaterali ai abdomenului. Ramurile anterioare ale nervilor spinali din celelalte regiuni se unesc și se regrupează între ele, formând așa-numitele plexuri nervoase care la om sunt în număr de cinci, și anume: cervical, brahial, lombar, sacrat și coccigian.
Neuronii preganglionari simpatici își au originea în coarnele intermediolaterale ale măduvei toracale (T1–T12) și lombare superioare (L1–L3). Axonii acestor neuroni părăsesc măduva spinării prin rădăcina anterioară. Imediat după ce rădăcinile anterioară și posterioară se unesc pentru a forma nervul spinal, axonii părăsesc nervul prin ramura comunicantă albă și pătrund în ganglionii paravertebrali. Ganglionii paravertebrali formează un lanț interconectat localizat pe fiecare parte a coloanei vertebrale. Axonii postganglionari care sunt destinați structurilor somatice – cum ar fi glandele sudoripare, mușchii pilomotori sau vasele din tegument și muschii scheletici – părăsesc ganglionul paravertebral prin ramura comunicantă cenușie și reintră în nervul spinal pentru distribuție la țesuturile țintă.